# Живко Жижић
Живко Жижић (Поља, код Мојковца, 28. јун 1914 — Титоград, 13. јул 1976) био је учесник Народноослободилачке борбе и друштвено-политички радник СР Црне Горе.

## Биографија
Рођен је у селу Поља, код Мојковца. Гимназију је учио у Фочи и Сарајеву, а Правни факултет је завршио у Београду. Током студија на Универзитету у Београду прикљчио се револуционарном студентском покрету и 1938. постао члан Комунистичке партије Југославије (КПЈ). У годинама пред рат постао је секретар Среског комитета КПЈ за Бијело Поље. Због револуционарног рада је више пута био хапшен и прогоњен од власти.
Након окупације Југославије, 1941. био је један од најистакнутијих организатора и руководилаца Народноослободилачког покрета (НОП) у бијелопољском срезу. У току Народноослободилачког рата обављао је разне партијске и војне функције. Био је политички комесар Бјелопољског партизанског одреда, политички комесар Четврте санџачке ударне бригаде, од њеног формирања децембра 1943. и потом од 1944. члан Политодела 37. санџачке дивизије. Од половине 1944. био је члан Антифашистичког већа народног ослобођења Санџака.
Након ослобођења Југославије, обављао је низ одговорних  политичких и државних функција у Народној Републици Црној Гори. Био је најпре председник Среског Народног одбора у Бијелом Пољу, а потом помоћник министра унутрашњих послова и јавни тужилац НР Црне Горе. У Влади НР Црне Горе, чији је председник био Блажо Јовановић, обављао је прво дужност министра просвете, а потом од септебра 1949. до новембра 1950. министра правосуђа.
Потом је био председник Врховног суда НР Црне Горе и председник Удружења правника Црне Горе. Од 1957. до маја 1959. био је председник Савета за просвету, а од током 1962. и 1963. председник Савета за поросвету и културу и истовремено секретар Извршног већа Скупштине НР Црне Горе.
Од новембра 1945. биран је за посланика Народне скупштине ФНР Југославије, након чега је до смрти био посланик у Скупштини СФРЈ, а од 1950. биран је за народног посланика Народне скупштине НР Црне Горе. Од 1948. биран је за члана Централног комитета Комунистичке партије Црне Горе, односно Савеза комуниста Црне Горе. На Осмом конгресу СКЈ, децембра 1964. биран је за члана Централног комитета Савеза комуниста Југославије. Децембра 1974. изабран је за члана Савета федерације.
Његов син био је Зоран Жижић, црногорски и југословенски правник и политичар.
Умро је 13. јула 1976. у Титограду, где је и сахрањен.
Носилац је Партизанске споменице 1941. и других југословенских одликовања, међу којима су — Орден заслуга за народ првог реда, Орден братства и јединства првог реда, Орден рада првог реда, два Ордена за храброст и др.